# Саси, Самюэль
Самюэль Юстазад Сильвестр де Саси (1801—1879) — французский журналист.
Сын ориенталиста Сильвестра де Саси. В качестве одного из виднейших политических сотрудников «Journal des débats» (с 1828) был деятельным поборником народного просвещения. «Variétés littéraires, morales et historiques» (1861) заключают избранные статьи Саси, который считался одним из лучших прозаиков Франции.